# Xanthanomis eurogramma
Xanthanomis eurogramma là một loài bướm đêm trong họ Noctuidae.